# UHC Weißenfels

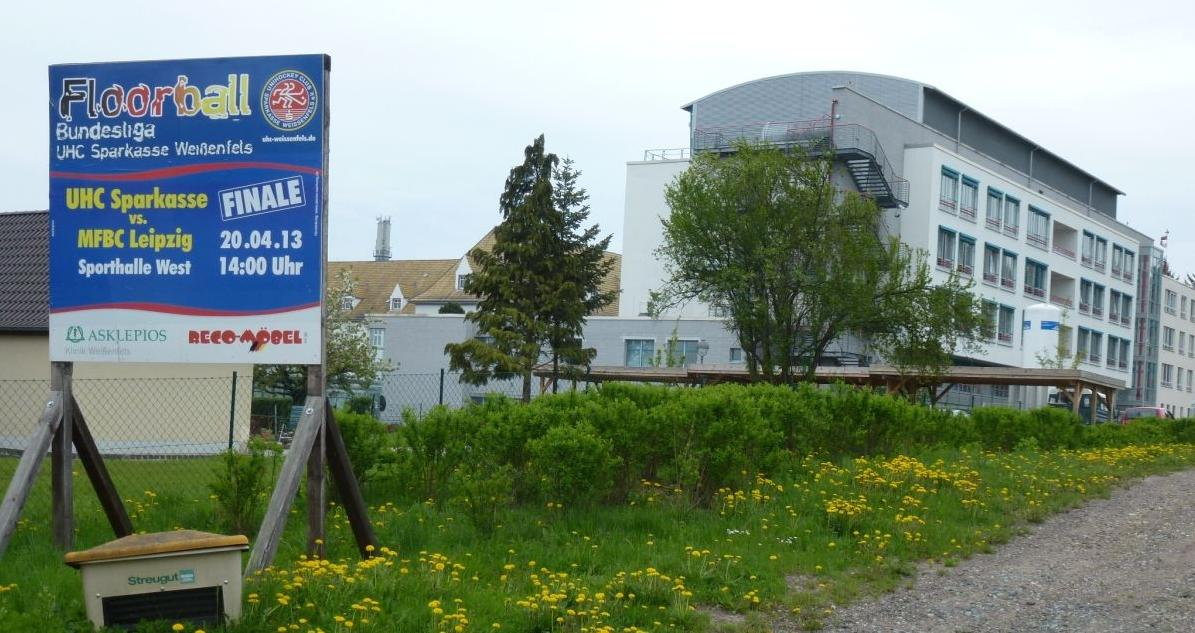
UHC-Werbung am Krankenhaus

Der Unihockey Club Sparkasse Weißenfels e. V. ist ein deutscher Floorballverein aus Weißenfels in Sachsen-Anhalt. Zwischen 2003 und 2010 konnte die Herren-Mannschaft des Vereins achtmal in Folge die deutsche Meisterschaft gewinnen. 2025 gewann der Verein die 17. Meisterschaft. Damit ist der UHC Weißenfels der erfolgreichste deutsche Floorballverein.
Neben dem Männerteam spielt auch die erste Frauenmannschaft in der Bundesliga. Die zweite Herrenmannschaft spielt momentan in der Regionalliga Staffel Ost.

## Geschichte
2000 standen die Herren erstmals im Finale um die deutsche Meisterschaft. Gegen die Unihockey-Löwen Leipzig verlor man mit 5:6. Bis einschließlich des Jahres 2006 sollte es nun jedes Jahr zu einem Finale Leipzig gegen Weißenfels kommen. Während die Löwen 2001 und 2002 noch gewinnen konnten, hatten ab 2003 die Spieler aus Weißenfels im Finale die Oberhand und konnten den Titel 2010 zum achten Mal in Folge gewinnen. In der Saison 2010/11 wurde der UHC mit nur einer Niederlage Erster der Hauptrunde. In den Playoffs scheiterten die Weißenfelser jedoch im Halbfinale knapp am späteren Vizemeister Leipzig.
Die Frauen-Mannschaft konnte 2009 den Großfeld-Meistertitel in einer Spielgemeinschaft mit Chemnitz gewinnen. 2011 erfolgte erneut der Titelgewinn, diesmal jedoch nicht mehr in einer Spielgemeinschaft antretend. Im selben Jahr gewannen die UHC-Damen zudem auch den Titel auf dem Kleinfeld. In den darauffolgenden drei Jahren konnte der Titel verteidigt werden.
2016 war der UHC Weißenfels der Ausrichter des EuroFloorball Cups (zweithöchster europäischer Floorballpokal). Die UHC-Damen unterlagen im Finale gegen den schwedischen Verein Sveiva IB mit 0:5 während die Herren-Mannschaft ihr Finale 8:6 gegen den lettischen Verein FK Lielvārde gewann. Damit waren die UHC-Herren für den Champions Cup 2017 qualifiziert, wo sie im Viertelfinale gegen den tschechischen Meister Fat Pipe Florbal Chodov mit 4:8 verloren.

## Erfolge

### Herren
Großfeld:
- 17 × Deutscher Meister: 2003, 2004, 2005, 2006, 2007, 2008, 2009, 2010, 2012, 2014, 2015, 2016, 2017, 2018, 2023, 2024 und 2025
- 5 × Deutscher Vizemeister: 2000, 2001, 2002, 2013 und 2022
- 12 × Deutscher Pokalsieger: 2008, 2009, 2011, 2012, 2014, 2015, 2016, 2017,[2] 2018, 2022, 2023 und 2025
- 1 × Deutscher Pokalfinalist: 2010
- 1 × EuroFloorball-Cup-Sieger: 2016

Kleinfeld:
- 1 × Deutscher Vizemeister: 2003

### Damen
Großfeld:
- 8 × Deutscher Meister: 2009 (SG mit Chemnitz) und 2011, 2012, 2013, 2014, 2016, 2017 und 2019
- 5 × Deutscher Vizemeister: 2008, 2010 (beide Male in SG mit Chemnitz), 2015 und 2018
- 5 × Deutscher Pokalsieger: 2012, 2014, 2015, 2016 und 2017
- 1 × Deutscher Pokalfinalist: 2011
- 1 × EuroFloorball-Cup-Finale: 2016

Kleinfeld:
- 2 × Deutscher Meister: 2011 und 2012

### Junioren
U19-Junioren:
- 1 × Deutscher Vizemeister (Kleinfeld): 2009

U17-Junioren:
- 1 × Deutscher Meister (Großfeld): 2014

U15-Junioren:
- 1 × Deutscher Meister (Kleinfeld): 2010 und 2019

U13-Junioren:
- 5 × Deutscher Meister (Kleinfeld): 2008, 2009, 2010, 2016[3] und 2017
- 1 × Deutscher Vizemeister: 2018

### Juniorinnen
U19-Juniorinnen:
- 1 × Deutscher Vizemeister (Kleinfeld): 2006

U17-Juniorinnen:
- 4 × Deutscher Vizemeister (Kleinfeld): 2015, 2017, 2019 und 2023 (letzteres als SG Saalemädels (mit dem USV Jena und USV Halle Saalebiber))

U16-Juniorinnen:
- 1 × Deutscher Meister (Kleinfeld): 2013
- 1 × Deutscher Vizemeister: 2014

U15-Juniorinnen:
- 1 × Deutscher Vizemeister (Kleinfeld): 2019

U14-Juniorinnen:
- 1 × Deutscher Meister (Kleinfeld): 2016[3]